# Calamus moszkowskianus
Calamus moszkowskianus är en enhjärtbladig växtart som beskrevs av Odoardo Beccari. Calamus moszkowskianus ingår i släktet Calamus och familjen Arecaceae. Inga underarter finns listade i Catalogue of Life.